# عرابيا (صحيفة)

عرابيا ، جريدة أسبوعية تونسية مستقلة إنطلقت بعد ثورة 14 جانفي وبالتحديد في جوان 2011. يرأس تحريرها الصافي سعيد وتصدر عن شركة عرابيا للاعلام المتعدد.

## وصلات خارجية
- موقع جريدة عرابيا على الانترنيت